# Chondriovelum angustilobata
Chondriovelum angustilobata is een mosdiertjessoort uit de familie van de Onychocellidae. De wetenschappelijke naam van de soort is voor het eerst geldig gepubliceerd in 1974 door Moyano.